# Fritillaria antarctica
Fritillaria antarctica är en ryggsträngsdjursart som beskrevs av Lúcia Garcez Lohmann 1905. Fritillaria antarctica ingår i släktet Fritillaria och familjen bägargroddar.
Artens utbredningsområde är Södra Ishavet. Inga underarter finns listade i Catalogue of Life.